# Daniel Risch
Daniel Risch (Grabs, 5 de marzo de 1978) es un político liechtensteiniano de la Unión Patriótica (VU). Fue el jefe de Gobierno del Principado de Liechtenstein desde el 25 de marzo de 2021 hasta el 10 de abril de 2025, y anteriormente había sido vice primer ministro y ministro de Infraestructura, Economía y Deporte desde 2017.

## Biografía
Daniel Risch asistió al Gimnasio Liechtensteiniano en Vaduz, del que egresó en 1998. De 1999 a 2003 estudió administración de empresas en las universidades de St. Gallen y Zúrich y en la Universidad Ludwig Maximilians de Múnich. Se graduó de la Universidad de Zúrich con una licenciatura en economía y luego completó un doctorado en informática empresarial en la Universidad de Friburgo, donde obtuvo un doctorado en economía en 2007. A partir de entonces, desarrolló una carrera en el mundo empresarial. 
Daniel Risch es miembro del Presidium del partido Unión Patriótica (VU) desde 2016. Después de las elecciones parlamentarias de 2017, Risch fue nombrado vice primer ministro y ministro de Infraestructura, Economía y Deporte en el gobierno de coalición presidido por Adrian Hasler, del Partido Cívico Progresista (FBP). 
Tras la victoria de la VU en las elecciones parlamentarias de 2021, Risch asumió como nuevo primer ministro de Liechtenstein.
Está casado y tiene dos hijos.